# Цыганская этническая преступность
Общественное мнение и СМИ часто существенно преувеличивают масштабы связанной с цыганами преступности и процент цыган, вовлечённых в криминальную деятельность. Широко распространена идея «генетической или культурной склонности» цыган к совершению преступлений, рассматриваемая учёными как миф.
Не существует какой-либо имманентной связи между цыганами и преступностью. Термин «цыганская преступность» является этнически дискриминационным и оскорбительным для цыганского сообщества. Он преувеличивает этническую подоплёку и предполагает, что преступность характерна для цыганской общины в целом. Термин не является обоснованным и может разжигать межэтническую вражду.

## История
В Византии и в Османской империи преступность цыган не превышала преступность окружающих народов.
В Западной Европе с конца XV века государства проводили в отношении цыган репрессивную политику. В этих условиях цыганам было жизненно важно не выпадать из структуры табора. С одной стороны, в результате государственной политики цыгане были лишены возможности заниматься производительным трудом, и западная ветвь цыган поневоле утратила свои традиционные ремёсла. С другой стороны, репрессии законсервировали кастовую структуру и кочевой образ жизни. Отдельному индивидууму почти невозможно было интегрироваться в отвергающее его нецыганское общество, и он оставался в таборе. Однако отсутствие ремёсел не привело цыган к грабежам и убийствам, как это происходило в среде деклассированных элементов западноевропейского общества. Причиной этого стала кастовая структура занятий. В новых условиях лишь возросли такие способы получения доходов, как попрошайничество, гадание и мелкое воровство. Эти занятия играют роль выпавших профессий. Рассказывая о Венгрии, где конокрадство облегчалось тем, что кони паслись табунами, журнал «Вокруг света» в 1864 году писал, что «цыганы не крадут в один раз более одной лошади, и при этом никогда не прибегают к насилиям, как венгерские грабители». Немецкий судья XIX века Р. Либих (выучивший цыганский язык, чтобы разбираться в характере своих подсудимых) писал: «Воруют цыганы с большой ловкостью и осмотрительностью, но обыкновенно одни мелочи: съестные припасы, одежду и другие необходимые потребности. Опасной кражи и грабительства от цыган ожидать нельзя… Вообще же с цыганами обходятся неприветливо и часто очень жестоко; и очень должно удивляться, что они не сделались ненавистниками людей и действительными злодеями». Либих приводит также примеры типичных для Германии преступлений, совершаемых цыганами. Они могли делать вид, что способны найти клад и выманивали деньги у крестьян, или утверждали, что могут за плату заговорить деревню от пожара на вечные времена. Также могли ловко подцеплять удочкой холсты, разложенные на траве для беления.
В Болгарии после падения социалистического строя цыганская община оказалась в глубоком кризисе, многие цыгане остались без работы. К 1994 году безработица в среде цыган достигла 76 %. В результате цыгане стали совершать больше преступлений. Если в 1993 году они составляли 6,8 % среди преступников, то в 1995 году — уже 20,2 %. Статистика выявила ненасильственный характер большинства правонарушений. Цыгане вдвое реже, чем прочие граждане Болгарии, совершали преступления против личности, но совершили на 6 % больше краж. Тем не менее, руководитель полиции Виктор Михайлов заявил, что цыганами совершаются 37,5 % преступлений. Пресса сформировала стереотип, что цыгане это убийцы, взломщики, насильники и воры. Последовавший всплеск националистических настроений сузил возможности для цыган найти работу и создал благоприятную атмосферу для полицейского произвола, что, в свою очередь, увеличило число ложных обвинений и статистику преступлений. Полицейскому произволу способствует малограмотность большинства цыган, из-за которой они не могут отстаивать свои права, а также их бедность, отсутствие средств на оплату услуг адвоката. Кроме того, суды в отношении цыган имеют обвинительный уклон. В результате этой следственной и судебной практики пропорция цыган в болгарских тюрьмах составляет от 50 до 60 %.
В Советском Союзе были криминализированы бродяжничество, попрошайничество и частная торговля, была ограничена свобода передвижения. Всё это нанесло цыганам значительный ущерб, поскольку новый режим резко противоречил их традиционному образу жизни и занятиям. «Спекуляция» стала самой распространённой статьёй, по которой обвинялись цыгане, множество их было осуждено за «торговлю с рук в неположенном месте». В 1956 году был принят указ Президиума Верховного Совета СССР о переходе цыган на оседлость. Его нарушение предусматривало пять лет ссылки с исправительно-трудовыми работами.
По мнению экспертов Московского ГУВД (2008), в Москве цыганская ОПГ, наряду с азербайджанской, таджикской и чеченской, специализировалась на распространении героина, занимаясь мелким оптовым сбытом наркотика. С 1990-х годов в результате развития бизнеса, в том числе крупного, цыгане постепенно вытесняются на социальное дно, что в некоторых случаях может приводить к криминализации их среды. Причиной может служить также невозможность получить высокооплачиваемую работу из-за отсутствия доступа к образованию. Среди прочих традиционным цыганским занятием было гадание. С 1990-х годов появилось большое число прорицателей, знахарей и экстрасенсов, которые также вытесняют цыган. Согласно статистическим данным за 2003 год политолога А. А. Мухина, в России цыгане совершают около 3 % преступлений. Существуют сведения об использовании цыганской ОПГ трудового рабства. В декабре 2017 года активисты «Альтернативы» совместно с волонтёрами поискового отряда провели спасательную операцию в Нижнем Новгороде, где цыгане удерживали нескольких невольников.
В России цыгане регулярно становятся жертвами полицейского произвола и насилия, причём чаще всего эти случаи не получают общественной огласки и по ним не проводится расследований. В отношении цыган почти никогда не применяется принцип презумпции невиновности. В большинстве случаев цыгане не могут защитить свои права по причинам бедности и юридической неграмотности, а также традиционного страха перед государственными органами. Действует замкнутый круг: цыгане дают взятки за прекращение уголовных дел, а милиция (полиция) задерживает всё больше цыган, поскольку из-за отсутствия правовых знаний они скорее предпочтут откупиться, чем нанимать адвоката.

## Особенности
Общая черта правонарушений, совершаемых цыганами — ненасильственный характер. Убийства, бандитизм и разбой редко встречаются как в исторических источниках, так и в современной статистике.
Структура характерных правонарушений в цыганской среде включает мошенничество, злоупотребление доверием, конокрадство, карманные кражи, а также воровство в домах и магазинах.
По мнению Н. В. Бессонова, исторический опыт показывает, что единственный путь борьбы с преступностью в цыганской среде заключается в равноправном подходе к ней со стороны юстиции. В странах, где практиковались изгнания и казни по национальному признаку, этническая преступность, напротив, росла. В странах, где человека наказывали только за его собственное преступление, не принимая во внимание его национальность, цыгане постепенно интегрировались в общество, и ущерб от их противоправной деятельности снижался. Цыгане, которые переселились в Россию и стали группой русска рома, постепенно перешли к полуоседлому образу жизни, а потом и к оседлому. Конокрадство и попрошайничество сменились торговлей и производительным трудом. Такой результат был достигнут не карательными мерами, а терпимостью российских властей. В России победила позиция, согласно которой для контроля над ситуацией достаточно общего уголовного законодательства.

## Социальные мифы

### Колдовство и людоедство

Иллюстрация во французской газете «Le Petit Journal», изображающая цыган людоедами

Исторически цыгане считались колдунами и людоедами. Миф о каннибализме цыган стал основой громкого судебного процесса, проходившего в Венгрии в 1782 году. Распространился слух о пропаже нескольких местных жителей. Был арестован целый ближайший табор из двухсот человек. В ходе следствия они признали свою вину. Пятнадцать мужчин повесили, шестерых колесовали, двоих четвертовали. Восемнадцать женщин обезглавили. Остальные 150 осуждённых ожидали казни. В это время императором была направлена комиссия с целью тщательно разобраться в этом деле. Комиссия выяснила, что признания были ложными, поскольку были получены под жестокими пытками. Следствие пыталось узнать, где тела убитых, и те наугад назвали несколько мест. Трупы найдены не были, поэтому истязания возобновились с удвоенной силой, тогда один из узников в отчаянии крикнул: «Мы их съели!». Тогда «каннибалов» начали по очереди казнить, и уничтожили бы весь табор, но лица, объявленные съеденными, были найдены живыми.

### Уголовный мир
Разнообразные занятия цыган общественное мнение и СМИ сводят к гаданию и воровству, иногда упоминая искусство. Широко распространена идея «генетической или культурной склонности» цыган к совершению преступлений или вовлечённости большинства цыган в криминальную деятельность, которая составляет одну из основ антицыганизма, популярного как в быту, так и в рамках идеологии национализма.
Не позднее начала XX века сформировался также миф о том, что значительная часть русского воровского жаргона состоит из заимствований из цыганского языка. В 1909 году криминалист Василий Лебедев писал, что язык русских преступников «носит характер интернациональности… в особенности же много в нем слов и выражений, заимствованных из языка тех племен, которые… волею судеб осуждены влачить жалкое существование, не имея отечества, промышляя также среди других народов, а именно цыган и евреев». В научной среде об этом впервые написал филолог и индолог А. П. Баранников в статье 1931 года «Цыганские элементы в русском воровском арго», вышедшей под эгидой Научно-исследовательского института речевой культуры, в которой утверждал, что в криминальном жаргоне имеется более 200 цыганских элементов. В начале статьи помещён исторический экскурс, в котором утверждается, что мужчины из индийской касты дом занимались воровством, а женщины — проституцией, «цыгане ещё в Индии были оторваны от сколько-нибудь стойкой трудовой базы», что не соответствует выводам исторической науки. Статья приводит антицыганские законы как следствие таборной преступности. Далее автор делает вывод о тотальной криминальности современных ему цыган. Если цыган не сидел в тюрьме, остальные якобы указывают на это как на «исключительную черту». Утверждается, что цыгане воспринимают тюремное заключение как «временное профессиональное заболевание, которое не может отбить охоты от увлекательного ремесла». Согласно Баранникову, русское воровское арго в значительной мере состоит из цыганских слов: «…из их среды выходит значительный процент преступников. Встречаясь в домах заключения с ворами — представителями других национальностей, цыгане преимущественно здесь могли передавать элементы своей лексики…». О цыганском фольклоре Баранников писал: «Воровство и вытекающие из него последствия являются богатейшей и излюбленной темой цыганской песни. В огромном количестве песен… воровство рассматривается… как занятие весьма похвальное, проявление удали и молодечества, даже героизма, и отсутствие умения воровать цыганская песня рассматривает как крупный и постыдный недостаток». В доказательство учёным приводятся четыре песни, записанные им на Украине.

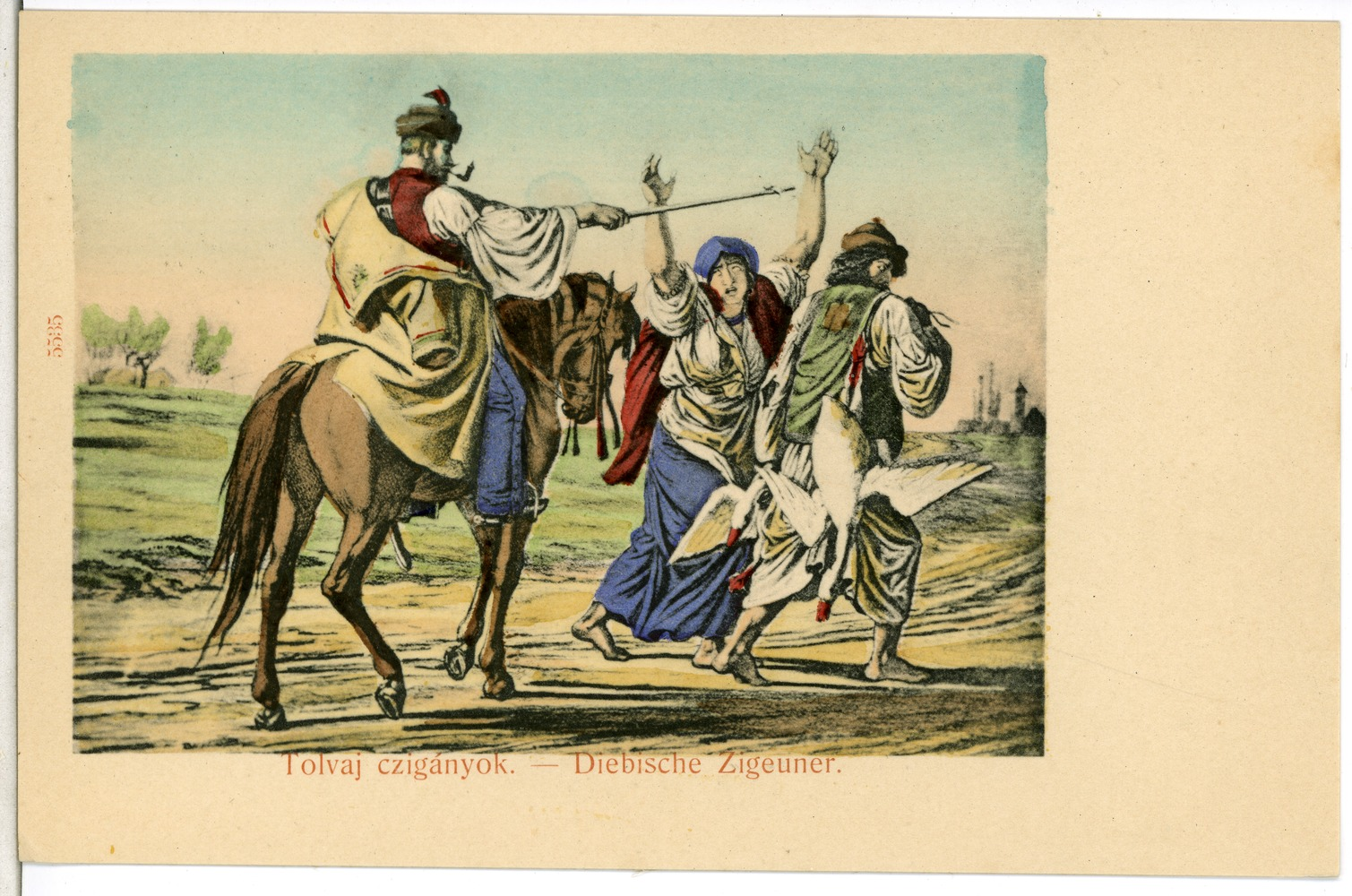
Цыгане-воры, 1904

Идея генетической или культурной обусловленности цыганской преступности рассматривается учёными как миф. Приведённые Баранниковым четыре цыганских украинских песни не зафиксированы другими исследователями, и само их существование сомнительно, поскольку сэрвы (украинские цыгане) почти не имеют собственно цыганского фольклора и поют украинские народные песни. В другой работе Баранников приводит ещё 17 песен, полученных от одного и того же неизвестного информатора, некой «цыганки из Льгова». Вопреки утверждению Баранникова об огромном количестве цыганских песен, воспевающих воровство, в русско-цыганском, кэлдэрарском и ловарском фольклоре процент песен, где упоминается кража, чрезвычайно мал (10 из 302, включённых в анализ), причём тема криминала в них чаще не главная, а побочная. Фольклор восхваляет не кражу, а мену лошадей. Часто герои песен именно покупают еду, одежду, украшения, повозки и предметы обихода. Большое число фольклорных текстов посвящёно тому, что злодеи отняли последнее у цыгана. В кинофильмах могут присутствовать цыганские песни, воспевающие воровство, однако их тексты создавалась или видоизменялась под определённую творческую задачу фильма, а не являются отражением цыганской культуры. Например, текст народной песни «Бричка» для фильма «Табор уходит в небо» (1975) был переделан: вместо строки «Ай, бричка, бричка э тачанка» появилась фраза «Ай, бричка, бричка мэ чорава» («бричку украду я»). Знаменитая песня из фильма «Неуловимые мстители» (1966): «На семь замков запирай вороного — Выкраду вместе с замками…» — и вовсе не имеет отношения к цыганскому фольклору и была написана не цыганом.
Как показал лингвист В. В. Шаповал, связь русского воровского жаргона с цыганским языком является мифом, созданным в определённой исторической ситуации. Баранников приводит 113 слов и словосочетаний, из которых четверть не имеет отношения к цыганскому языку (латинизм «лярва», гебраизм «хавир», офенское «шурье» и др.). Остальные построения также являются фальсификацией: Баранников использовал словарь жаргона, изданный в 1927 году под руководством криминалиста Сергея Потапова, большая часть цыганских слов и фраз в котором, как было установлено, взята из цыганского языка, то есть к русскому жаргону отношения не имеет.
Криминализированность цыган, как правило, существенно преувеличена. В дореволюционных источниках упоминания о цыганах-заключённых встречаются лишь эпизодически. В первом послевоенном десятилетии доля цыган среди осуждённых практически соответствовала их проценту в общем населении СССР. В настоящее время в местах лишения свободы процент цыган среди заключённых также небольшой. Тем не менее, отдельные случаи преступлений, совершаемых цыганами, раздуваются СМИ, а иногда и фальсифицируются.
Антицыганские мифы, включая миф о связи этнонимов цыган со словом «обман», поданные как достоверные сведения, излагаются в учебном пособии для работников российских правоохранительных органов, изданном в 1998 году.
Общественная коллегия по жалобам на прессу в качестве антицыганского рассматривает документальный фильм российского тележурналиста Бориса Соболева «Бремя цыган» 2016 года, показанный на государственном телеканале «Россия-1», поскольку, в частности, фильм пропагандирует стереотип об имманентной связи цыган с криминальной средой, идею о том, что весь цыганский этнос является преступным, а отдельные эпизоды фильма очерняют цыганскую творческую интеллигенцию. В фильме были выявлены манипулирования фактами, статистическими данными, мнениями и явные признаки ксенофобии.
Дискриминационный термин «цыганская преступность» (венг. Cigánybűnözés) был частью полицейского и криминологического лексикона во время режима Кадара в Венгрии, но избегался после смены режима. С середины первого десятилетия 2000-х годов начались оживлённые политические дебаты о «цыганской преступности» и использовании этого термина, после того как ультраправая партия «Йоббик за Венгрию», несколько двоих правых организаций и национал-радикальные СМИ снова обратились к этой теме, поводом для чего послужили отдельные связанные с цыганами преступлениями. Большинство венгерских политических партий и цыганские общественные деятели отвергают этот термин, поскольку считают его расистским. Против термина выступили общественные деятели, лидеры партий, политики, криминологи, руководство полиции, эксперты по цыганам и лидеры цыганского сообщества. Однако в современном венгерском общественном мнении представления о наличии тесной связи между цыганами и преступностью сохраняют популярность. По данным социологических исследований, среди опрошенных в 2000 году доля согласных с тем, что склонность к совершению преступлений у цыган в крови составляла 55 %; в 2002 году — 53 %; в 2005 году — 62 %; согласно репрезентативному опросу, проведенному летом 2008 года, 91 % опрошенных считали, что цыганская преступность как самостоятельное явление существует; 77 % считали, что цыгане более склонны к совершению преступлений, чем нецыгане.
Венгерская полиция не ведёт отдельного учёта «цыганских преступлений», обычные реестры также не выделяют такой категории. Понятие «цыганская преступность» не признаётся Единой статистикой преступлений, ведущейся полицией и прокуратура, поэтому составить статистику по «цыганской преступности» невозможно. Криминолог и профессор Полицейской академии Жолт Немет считает, что понятию «цыганская преступность» нет места в науке и криминологии, но отмечает, что оно приветствует в общественных дебатах. По словам криминолога, некоторые преступления чаще совершаются лицами цыганского происхождения.
В 2013 году проходили антицыганские демонстрации в спальном районе Май города Ческе-Будеёвице (Чехия), в связи с чем были организованы общественные слушания, на которых указывалось на высокий уровень преступности в районах проживания цыган. В ответ на это мэр города Юрай Тома заявил, что в районе Май он ниже, чем в других районах, особенно в сравнении с центром города.
Согласно современным данным криминологии и социологии, эмпирически предполагаемый более высокий уровень преступности среди цыган напрямую не связан с их происхождением, а определяется неблагоприятными социальными условиями, в которых они часто оказываются, сегрегацией и другими факторами, включая антицыганские настроения. Венгерский криминолог Жолт Немет отметил, что существуют определённые наследственные факторы, обуславливающие склонность к нарушению норм, например, более уязвимая нервная система или более агрессивный темперамент, но эти особенности могут привести к совершению преступлений только в том случае, если этому благоприятствует социальная среда. Это касается всего населения, не только цыган. Кроме того, людей с более яркой внешностью чаще привлекают внимание правоохранительных органов, и среди тех, кого проверяют чаще, чаще выявляются признаки преступлений.

### Похищение детей

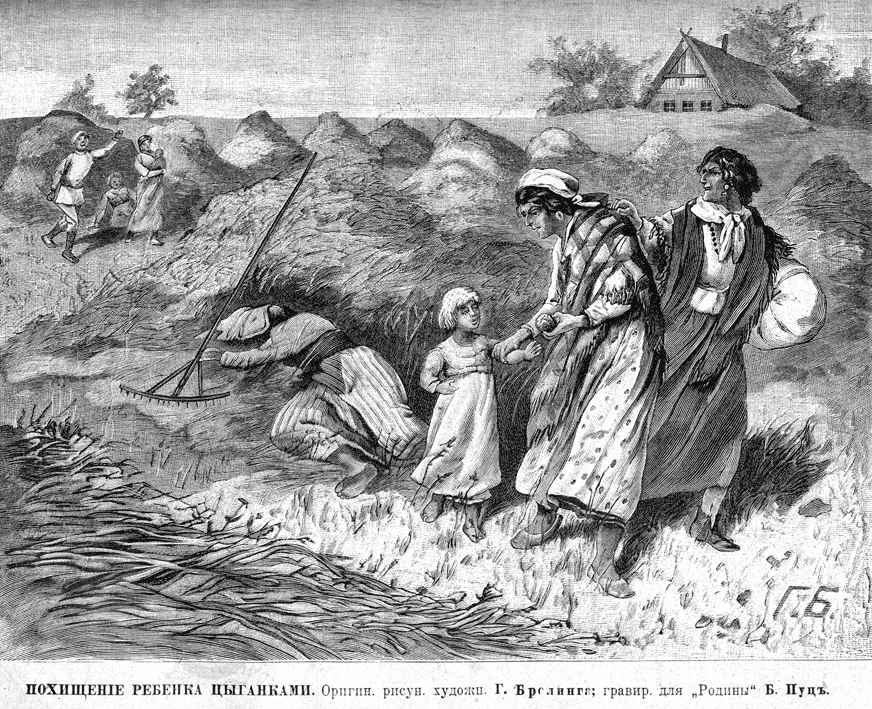
Густав Брелингг, «Похищение ребёнка цыганками»

Традиционно и до настоящего времени цыгане часто обвиняются в похищении детей. Этот миф присутствует как в фольклоре, так и в искусстве. Такие литературные персонажи, как Эсмеральда, Фигаро, Пресьоса из новеллы Мигеля де Сервантеса, в детстве были украдены цыганами. Известны также рассказы, статьи в журналах, комиксы, детские пьесы на эту тему. Основой для мифа послужило наличие в цыганских таборах светловолосых детей. В условиях традиционной многодетности бездетность была огромным несчастьем. Для бездетных цыган усыновить цыганского ребёнка было почти невозможно, поскольку в цыганской среде оставшихся без попечения детей практически не было, заботу об детях-сиротах брали на себя ближние или дальние родственники. По этой причине бездетные цыгане усыновляли не цыганских сирот, причём не путём похищения. Эта практика имеет место и в настоящее время. Светлые дети могут иметь и цыганское происхождение, что связано со смешением с другими народами. Миф о похищении цыганами детей воспроизводится и в современных СМИ. В 1998 году журнал «Marie Claire» вынес на обложку заголовок «Пленница цыганского табора». Статья «Возвращение блудной дочери» оказалась фальсификацией. В 2013 году в Греции у семьи цыган была изъята светловолосая девочка Мария. Этот случай спровоцировал вспышку цыганофобии в странах Европы. Позже выяснилось, что девочку им передала четыре года назад мать. Светловолосая девочка была изъята у цыганской семьи из Дублина (Ирландия), несмотря на наличие свидетельства о рождении. Позднее анализ ДНК подтвердил, что она является биологической дочерью своих цыганских родителей. В ирландском городе Атлон полиции пришлось вернуть цыганам двухлетнего светлого мальчика, также оказавшегося их сыном.